# Peseschkaf
Das Peseschkaf (auch: Peseschkaf-Gerät) war ein fischschwanzförmiges Gerät aus Feuerstein (Silex), mit dessen Hilfe – neben einer Vielzahl weiterer Ritualgerätschaften und eingebettet in einen umfangreichen Kanon ritueller Handlungen – im Mundöffnungsritual des Alten Ägypten sowohl Statuen als auch den Mumien von Verstorbenen auf magische Weise der vermeintliche Gebrauch ihrer Sinne und Organe und damit ihre mutmaßliche Lebendigkeit ermöglicht wurde. 
Einzelfunden und anderen Darstellungen zufolge gehört das Peseschkaf zu den ältesten Gerätschaften des erwähnten Rituals, auch ist es zu allen Zeiten Altägyptens nachweisbar. Es wird jedoch nur einmal, in Szene 37 des Mundöffnungsrituals, erwähnt und dient dort – von dem das Ritual leitenden Sem-Priester gehandhabt und dem begleitenden Text zufolge – dem nicht näher erklärten Zweck, die Kinnlade der Statue (beziehungsweise der Mumie) zu teilen. Der Überlieferung zufolge geschieht das mit den an die Statue gerichteten Worten: „Ich habe dir deine beiden Kinnbacken festgemacht, so dass sie geteilt sind. Ich habe dir deinen Mund geöffnet mit dem psš-kf, mit dem der Mund jedes Gottes und jeder Göttin geöffnet wird.“
Der Name des Gerätes bildet sich aus psš = „teilen, spalten“ und kf = „Silex/Obsidan“.